# Torre d’Isola
Torre d’Isola (lombardul: Tur d'Isula) település Olaszországban, Lombardia régióban, Pavia megyében. Lakosainak száma 2408 fő (2023. január 1.). Torre d’Isola Bereguardo, Carbonara al Ticino, Pavia, Trivolzio, Zerbolò és Marcignago községekkel határos.

## Népesség
A település lakossága az elmúlt években az alábbi módon változott:
| Lakosok száma | 2406 | 2405 | 2408 |
|               | 2017 | 2018 | 2023 |